# OnePlus 8
Lo OnePlus 8 è uno smartphone di fascia alta prodotto da OnePlus, annunciato e commercializzato da aprile 2020.

## Caratteristiche tecniche

### Hardware
Il dispositivo misura 160.2 x 72.9 x 8 mm e pesa 180 grammi. È dotato di un chipset Qualcomm Snapdragon 865 5G (processo produttivo a 7 nm+), con CPU octa-core e GPU Adreno 650.
È stato commercializzato con 6 o 8 o 12 GB di RAM e 128 o 256 GB di memoria interna UFS 3.0 non espandibile.
Supporta la connettività 2G, 3G, 4G, 5G; Wi-Fi 802.11 a/b/g/n/ac/6, dual-band, Wi-Fi Direct, DLNA, hotspot; Bluetooth 5.1, A2DP, LE, aptX HD, GPS, GLONASS, BDS, GALILEO e NFC. Ha una porta USB-C 3.1 con supporto OTG.
Il display è un Fluid AMOLED da 6.55 pollici con risoluzione Full HD+ (1080 x 2400 pixel), protezione Gorilla Glass 5, supporto HDR10+ e una densità di pixel di 402 ppi. Il sensore di impronte digitali è posizionato sotto lo schermo.
La fotocamera posteriore è dotata di tre obiettivi, uno da 48 MP, f/1.8, con PDAF, HDR e OIS; uno da 16 MP, f/2.2 (grandangolare), ed uno da 2 MP, f/2.4 (macro), con registrazione video 4K@30/60fps, gyro-EIS. La fotocamera anteriore è da 16 MP con f/2.4 e registrazione video 1080p@30fps.
La batteria è una batteria ai polimeri di litio da 4300 mAh, con supporto per la ricarica rapida a 30 W.

### Software
Il dispositivo è dotato di sistema operativo Android 10, aggiornabile fino a Android 13, ed interfaccia utente OxygenOS 13.